# Allégorie de l'Agriculture
L’Allégorie de l'Agriculture (en espagnol : Alegoría de la agricultura ou La Agricultura) est un tableau réalisée par Francisco de Goya vers 1804 - 1806.

## Description

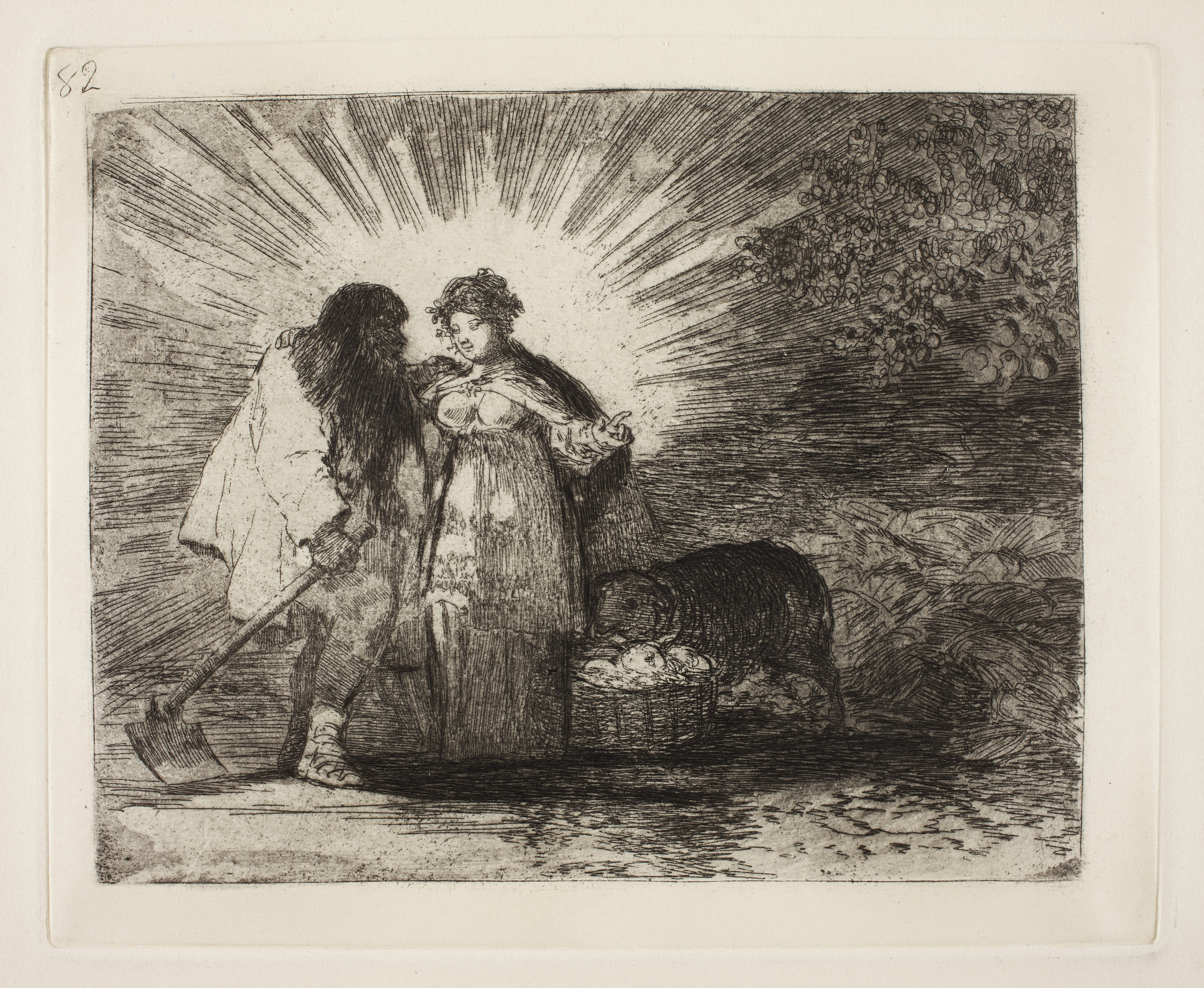
Estampe no 82 : Esto es lo verdadero des Désastres de la guerre, avec laquelle Werner Hofmann met en relation Allégorie de l'Agriculture.

Le tableau fait partie d'une série de quatre médaillons, avec l’Allégorie des Sciences (Alegoría de la Ciencia), perdue, l’Allégorie du Commerce (Alegoría del Comercio) et l'Allégorie de l'Industrie (Alegoría de la Industria), toutes deux également conservées au musée du Prado. Ces tableaux expriment les idéaux de l'Illustration et des Lumières.
Pour ce tableau, Goya reprend des éléments des compositions des quatre saisons des cartons de tapisserie : il utilise les attributs allégoriques dans des scènes de genre. L'Agriculture est personnifiée par une jeune et belle paysanne.